# Železna pagoda Kaifeng
Železna pagoda (kitajsko: 鐵塔) za Jouguo tempelj, (佑國寺) v mestu Kaifeng v provinci Henan je kitajska pagoda, zgrajena leta 1049. Pagoda ni dobila tako imena zato, ker je narejena iz železa, temveč zato, ker njena barva spominja na železo. Gre za opečnat stolp pagode, zgrajen na mestu prejšnje lesene, ki jo je leta 1044 uničila strela. Skupaj s pagodami Liuhe, Lingšjao, Liaodi, Pidži in Beisi velja za mojstrovino arhitekture dinastije Song.

## Zgodovina
V Kaifengu, glavnem mestu dinastije Severni Song (960–1127), je slavni arhitekt Ju Hao zgradil veličastno leseno pagodo kot del templja Jouguo (med letoma 965 in 995 n. št.), ki so jo mnogi njegovi sodobniki imeli za umetniško čudo. Žal je občudovana stavba leta 1044 zgorela po udaru strele. Po ukazu cesarja Renzonga (1022–1063) so na njenem mestu do leta 1049 zgradili novo pagodo. Novi stolp je bil zgrajen iz negorljive opeke in kamna ter je bil zaradi svoje železno sive barve, gledano od daleč (njene opeke so pravzaprav glazirane rdeče, rjave, modre in zelene barve), poimenovan »Železna pagoda«. Leta 1847 je Rumena reka prestopila bregove in tempelj Jouguo se je zrušil, vendar je Železna pagoda preživela. Zgodovinsko gledano je pagoda doživela 38 potresov, šest poplav in številne druge nesreče, vendar je po skoraj 1000 letih ostala nedotaknjena.
Leta 1994 je bila Železna pagoda upodobljena na kitajski poštni znamki za dva juana.

## Arhitektura
Ta osmerokotna stavba stoji na trenutni višini 56,88 metra in ima skupno 13 nadstropij. Gre za masivni opečni stolp z notranjim spiralnim kamnitim stopniščem in zunanjimi odprtinami, ki omogočajo pretok svetlobe in zraka. Arhitekturni slog se odlikuje z gosto razporejenimi, členjenimi dougong v napušču (mijan) in več nadstropij (louge). Zunanjost ima več kot petdeset različnih vrst glazirane opeke in 1600 zapletenih in bogato podrobnih rezbarij, vključno s stoječim in sedečim Budo, stoječimi menihi, pevci in plesalci, rožami, levi, zmaji in drugimi legendarnimi zvermi ter številnimi finimi gravurami. Pod napuščem so 104 zvonovi, ki zvonijo v vetru. Temelj počiva v mulju Rumene reke. V notranjosti Železne pagode so freske klasičnih kitajskih zgodb, kot je Potovanje na zahod.

## Galerija
- detajl
- detajl
- Glazirane ploščice železne pagode